# 豊橋市立二川南小学校
豊橋市立二川南小学校（とよはししりつ ふたがわみなみしょうがっこう）は、愛知県豊橋市大岩町にある公立小学校。

## 概要
- 大岩町の一部、二川町（梅田川以南）、豊清町、三弥町、豊栄町などが校区であり、公立中学校の進学先は豊橋市立二川中学校である。

## 沿革
- 1988年（昭和63年）4月 - 豊橋市立二川小学校から分離し、開校。
- 2005年（平成17年） - 校舎を増築する。

## 交通アクセス
- 豊鉄バス二川線「シンフォニアテクノロジー」バス停より徒歩約25分。

東海道新幹線・東海道本線・飯田線・名鉄名古屋本線豊橋駅から【56系統】「シンフォニアテクノロジー」行、【57系統】「一里山」行。
- 東海道本線二川駅下車、徒歩約35分。

## 周辺施設
- 豊橋市立二川中学校
- 豊橋市消防本部南消防署二川出張所
- 豊橋総合動植物公園（のんほいパーク）
  - 豊橋市自然史博物館
- アーレスティ東海工場
- シンフォニア テクノロジー豊橋製作所